# Omul fără uniformă
Omul fără uniformă de asemenea mentionat ca Focuri încrucișate (titlul original în engleză Crossfire) este un film american dramatic noir din 1947, cu Robert Young, Robert Mitchum și Robert Ryan, care abordează tema antisemitismului, la fel ca și filmul câștigător al Premiului Oscar pentru cel mai bun film din acel an, Pe cuvânt de onoare. Filmul a fost regizat de Edward Dmytryk, iar scenariul a fost scris de John Paxton, pe baza romanului The Brick Foxhole din 1945 al scenaristului și regizorului Richard Brooks. Din distribuția secundară a filmului fac parte Gloria Grahame și Sam Levene. Filmul a primit cinci nominalizări la Oscar, printre care Ryan pentru cel mai bun actor în rol secundar și Gloria Grahame pentru cea mai bună actriță în rol secundar. A fost primul film de categoria B care a primit o nominalizare pentru cel mai bun film.

## Rezumat
În scena de deschidere, un bărbat este văzut omorând în bătaie un evreu pe nume Joseph Samuels într-o cameră de hotel. După ce poliția este chemată să investigheze crima, căpitanul Finlay suspectează că ucigașul s-ar putea afla printre un grup de soldați demobilizați care au fost cu Samuels și cu partenera sa într-un bar din hotel în noaptea morții sale.
Soldatul „Monty” Montgomery, îi explică anchetatorului Finlay versiunea sa. El susține că el și prietenul său Floyd Bowers s-au întâlnit cu Samuels la barul hotelului și au urcat în apartamentul său găsindu-l pe Samuels vorbind cu caporalul „Mitch” Mitchell. La scurt timp după sosirea lor, Mitch, căruia îi era rău din cauza consumului excesiv de alcool, părăsește singur apartamentul lui Samuel, apoi Monty și Floyd pleacă aproximativ un minut mai târziu. Conform poveștii lui Monty, aceasta a fost ultima dată când l-au văzut pe Samuels în viață.
Sergentul Keeley, îngrijorat că Mitch ar putea fi principalul suspect, investighează el însuși crima, sperând să reabiliteze numele prietenului său. După ce îl ajută pe Mitch să scape din mâinile poliției, Keeley îl întâlnește într-un cinematograf, unde Mitch îi spune versiunea sa. Deși era beat, Mitch își amintește că Monty s-a certat cu Samuels în interiorul apartamentului său. După ce Mitch a plecat, și-a petrecut restul nopții cu Ginny Tremaine, o muncitoare pe care a cunoscut-o într-un salon de dans. Când s-a trezit a doua zi dimineață în apartamentul ei, Ginny nu era acolo, dar după ce a auzit un ciocănit la ușă, l-a întâlnit pe soțul lui Ginny, domnul Tremaine, care s-a oferit să-i facă o cafea. În timp ce domnul Tremaine căuta niște țigări, Mitch a părăsit în grabă apartamentul.
Între timp, Monty și Floyd se întâlnesc într-un apartament. Monty îi spune lui Floyd să se ascundă și să își coordoneze poveștile, că nu s-au certat cu Samuels și că au plecat din apartamentul acestuia la scurt timp după Mitch. Keeley bate la ușa lor și vorbește pe scurt cu Floyd despre crimă, în timp ce Monty se ascunde. După ce Keeley pleacă, Monty - care se dovedește a fi criminalul - îl ceartă pe Floyd pentru că a refuzat să se ascundă, îl bate și îl ucide.
Însoțită de ofițerul Finlay, soția lui Mitch, Mary, o vizitează pe Ginny la apartamentul acesteia și, în încercarea de a descoperi un alibi pentru soțul ei, îi cere lui Finlay să aștepte afară, deoarece un polițist ar putea să o facă pe Ginny să tacă. Dacă Ginny recunoaște că a petrecut noaptea cu Mitch, se va dovedi că acesta nu l-a ucis pe Samuels. Ginny pretinde că nu are cunoștință de întâlnirea cu Mitch, apoi Finlay intră în apartament pentru a o interoga. Ginny se dezice, recunoaște că îl cunoaște pe Mitch, dar că nu s-a întâlnit niciodată cu el în apartamentul ei. Apoi, soțul lui Ginny apare dintr-o cameră din spate și îi spune lui Finlay că își amintește de Mitch, oferindu-i astfel un alibi.
Întors la secția de poliție, Finlay îl interoghează a doua oară pe Monty, sperând să descopere motivul uciderii lui Samuels, dar îl lasă să plece. Avându-l pe Keeley în biroul său, Finlay bănuiește că antisemitismul a fost motivul probabil al uciderii lui Samuels, deoarece nicio persoană implicată nu-l cunoștea cu adevărat personal pe Samuels. Amândoi suspectează că Monty a fost responsabil pentru uciderea atât a lui Samuels, cât și a lui Floyd, deoarece este în mod clar antisemit. Cu ajutorul unui soldat pe nume Leroy, ei pun la cale o capcană pentru a-l prinde. Leroy îi spune lui Monty că Floyd vrea să se întâlnească cu el și îi dă o adresă unde îl poate găsi pe Floyd. Monty se prezintă la apartamentul în care l-a ucis pe Floyd, probabil pentru a verifica dacă acesta mai este în viață, și se întâlnește cu Finlay și cu un alt polițist. Finlay îi spune lui Monty că s-a dat de gol, deoarece adresa de pe bucata de hârtie era de fapt a unei alte clădiri. Monty încearcă să scape, dar este împușcat mortal de Finlay.
După ce Monty este ucis, Finlay și Keeley își iau rămas bun. În timp ce Finlay pleacă cu mașina, Keeley se uită la Leroy și îi răspunde: „Ei bine, ce zici de o cafea, soldat?”.

## Distribuție
- Robert Young – căpitanul Finlay
- Robert Mitchum – sergentul Peter Keeley
- Robert Ryan – „Monty” Montgomery
- Gloria Grahame – Ginny Tremaine
- Paul Kelly – domnul Tremaine
- Sam Levene – Joseph Samuels
- Jacqueline White – Mary Mitchell
- Steve Brodie – Floyd Bowers
- George Cooper – caporal Arthur „Mitch” Mitchell
- Richard Benedict – Bill Williams
- Tom Keene – detectivul Dick
- William Phipps – Leroy
- Lex Barker – Harry
- Marlo Dwyer – domnișoara Lewis
- Kenneth McDonald – maiorul

## Aprecieri
„ Cel mai bun opus al autorului în manieră de „film-negru”, cu tensiune dramatică și dispută de idei.”—T. Caranfil , Dicționar universal de filme 

## Producție
Scenariul filmului, scris de John Paxton, se bazează pe romanul din 1945 al regizorului și scenaristului Richard Brooks, The Brick Foxhole. Brooks a scris romanul în timp ce era sergent în Corpul pușcașilor marini ai SUA și făcea filme de antrenament la Quantico, Virginia, și Camp Pendleton, California. În roman, victima era un homosexual. După cum se povestește în filmul The Celluloid Closet și în documentarul inclus în ediția DVD a filmului Foc încrucișat, Codul Hays de la Hollywood interzicea orice mențiune despre homosexualitate, deoarece aceasta era considerată o perversiune sexuală. Prin urmare, tema homofobiei din carte a fost schimbată cu una despre rasism și antisemitism. Un camarad pușcaș marin, actorul Robert Ryan, l-a întâlnit pe Brooks și i-a spus că era hotărât să joace într-o versiune a cărții pe ecran.

## Primire

### Răspunsul criticilor
Când a fost lansat, revista Variety a făcut o recenzie pozitivă a filmului, scriind: „Foc încrucișat este un reflector sincer asupra antisemitismului. Producătorul Dore Schary, în asociere cu Adrian Scott, a fost cât se poate de sincer. Nu se pot evita subiecte precum căsătoriile mixte sau cluburile care îi exclud pe evrei. Acesta este un film dur [bazat pe romanul lui Richard Brooks, The Brick Foxhole], ale cărui aspecte legate de cine e făptașul sunt în mod fundamental secundare față de teza generală a bigotismului și a prejudecăților rasiale... Regizorul Edward Dmytryk a trasat portrete captivante. Tehnica flashback-ului este eficientă, deoarece nuanțează și colorează diversele atitudini ale personajelor principale, așa cum sunt văzute sau rememorate de restul distribuției.”
Criticul de film al The New York Times, Bosley Crowther, a lăudat interpretarea din această dramă și a scris: „Domnul Dmytryk a gestionat în mod excelent o distribuție foarte bună, care interpretează drama. Robert Ryan este înspăimântător de real în rolul criminalului dur, plin de nervi, cu gura mare, intolerant și vicios, iar Robert Mitchum, Steve Brodie și George Cooper sunt în mod diferit revelatori în rolul amicilor săi. Robert Young oferă o interpretare fină și tensionată în rolul locotenentului de poliție care pune răbdător întrebări, a cărui minte și sensibilitate sunt revoltate - și exprimate elocvent - de ceea ce găsește. Sam Levene este de o blândețe afectuoasă în scurtul său rol de victimă evreiască, iar Gloria Grahame este credibil de nerușinată și patetică în rolul unei fete de pe stradă.”
Criticul Dennis Schwartz a pus la îndoială aspectele noir ale filmului în 2000 și a discutat despre cinematografie în recenzia sa. El a scris: „Acesta este mai degrabă un film cu mesaj decât un thriller noir, dar a fost clasificat de majoritatea cinefililor în categoria noir... J. Roy Hunt, directorul de imagine în vârstă de 70 de ani, care e prezent din primele zile ale Hollywood-ului, a filmat filmul folosind stilul low-key lighting, oferind cadre întunecate ale lui Monty, în contrast cu cadrele fantomatice ale lui Mary Mitchell (Jacqueline White) în timp ce se duce în mod angelic să îl ajute pe soțul ei tulburat, Arthur.”
Pe agregatorul de recenzii Rotten Tomatoes 88% dintre critici au acordat o recenzie pozitivă filmului, pe baza a 24 de recenzii.